# Strajk dzieci wrzesińskich

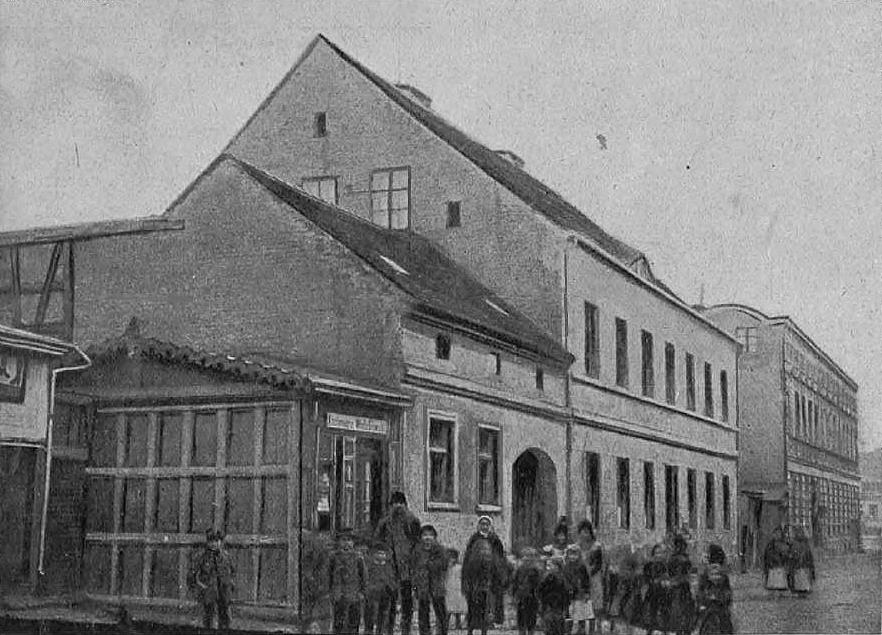
Historyczna szkoła we Wrześni

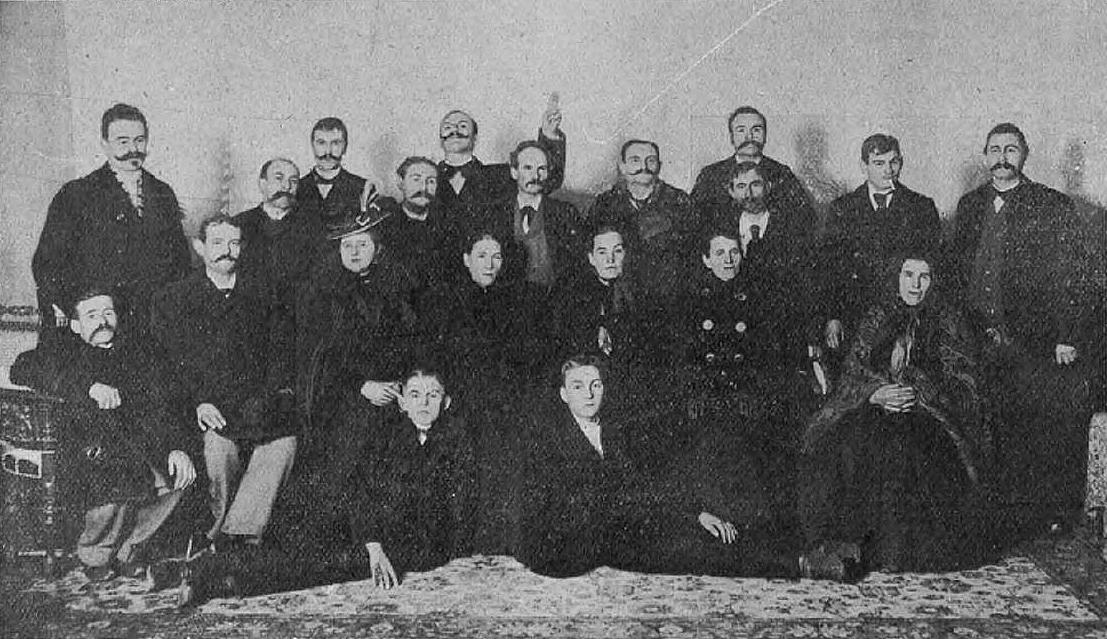
Oskarżeni w procesie wrzesińskim w 1901

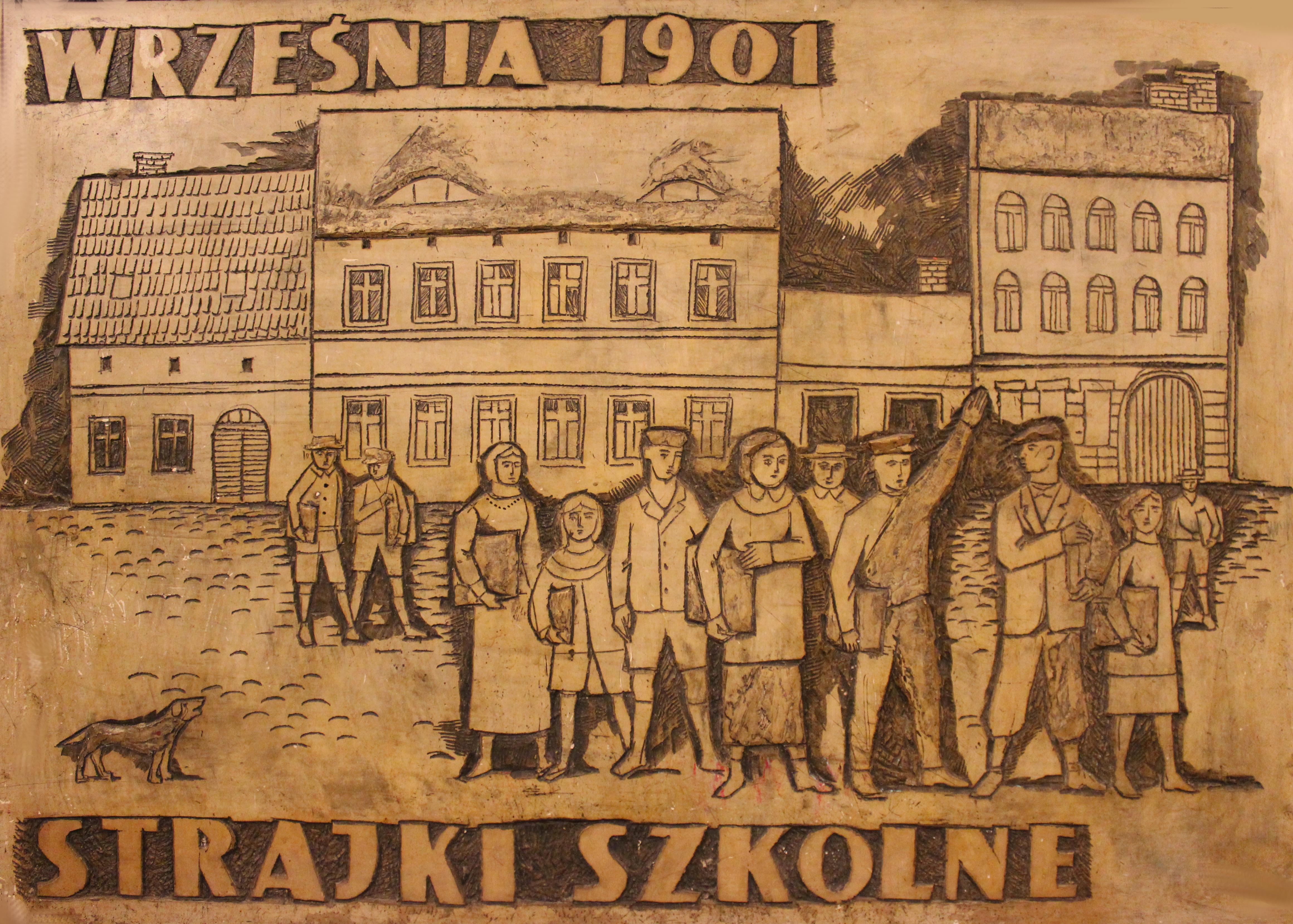
Strajk dzieci wrzesińskich - płaskorzeźba w Zamku Cesarskim w Poznaniu

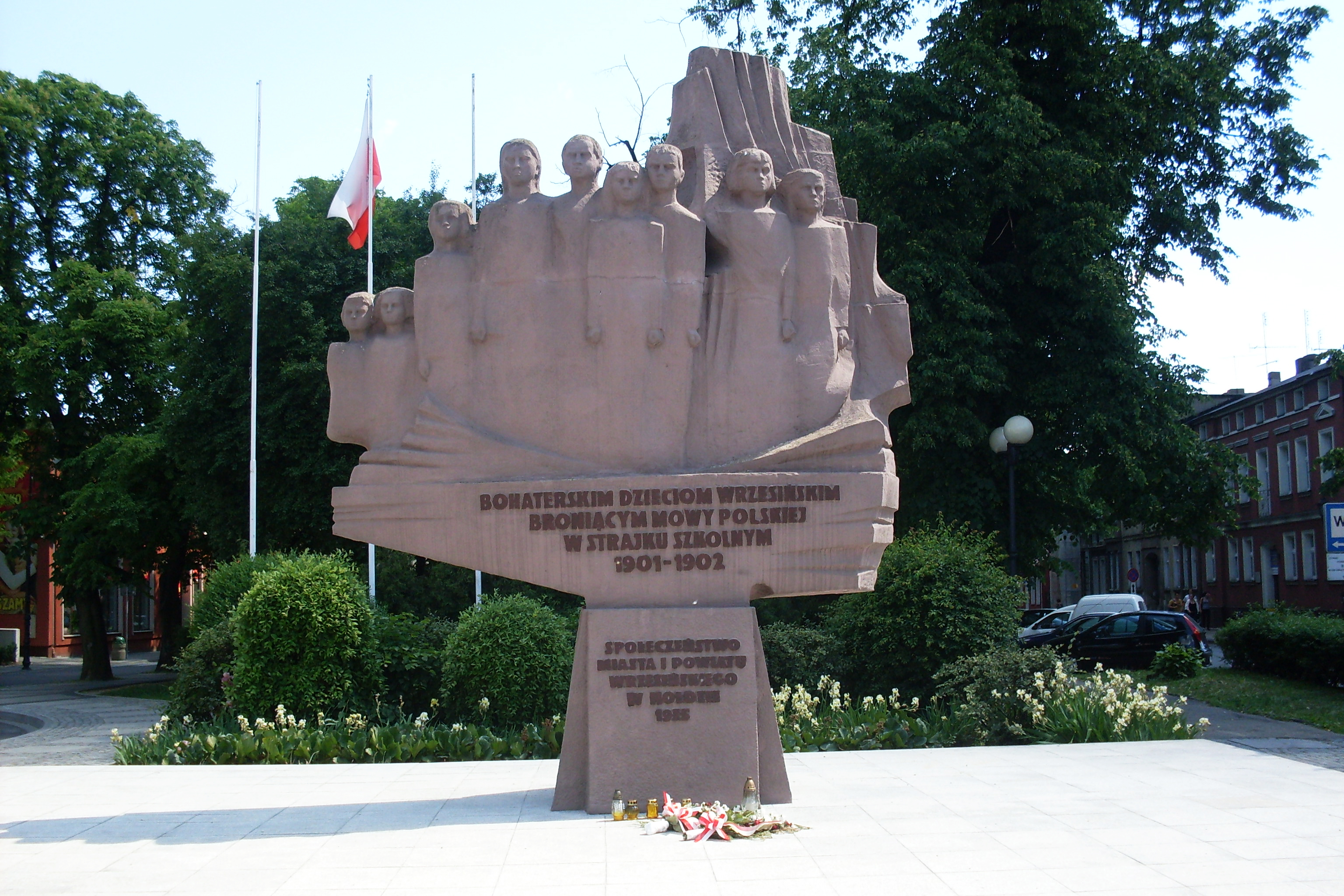
Pomnik Dzieci Wrzesińskich we Wrześni

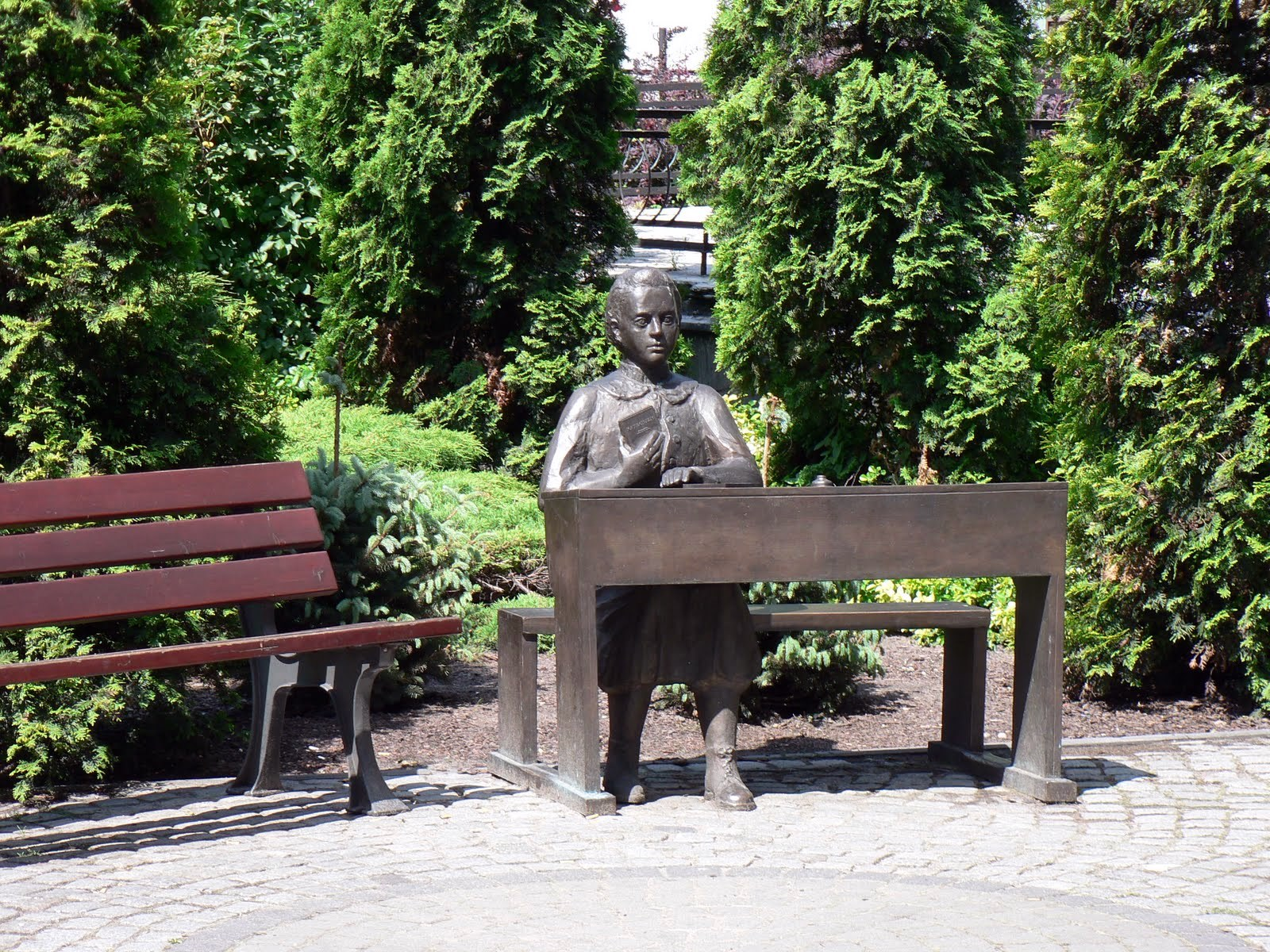
Pomnik - Ławeczka Bronisławy Śmidowiczównej

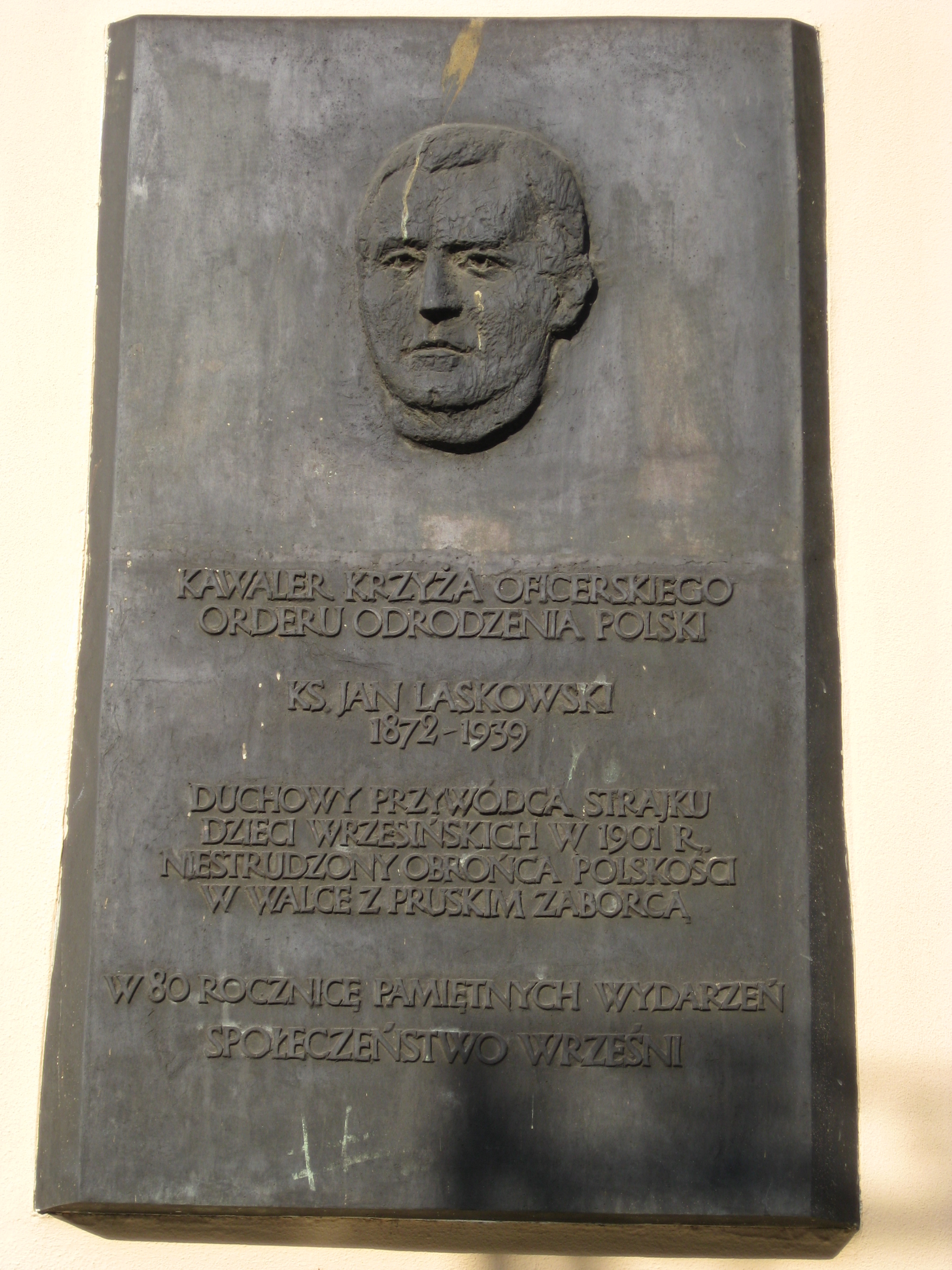
Tablica we Wrześni upamiętniająca strajk i księdza Jana Laskowskiego

Strajk dzieci wrzesińskich – strajk uczennic i uczniów Katolickiej Szkoły Ludowej we Wrześni (Katholische Volksschule), w latach 1901–1902. Skierowany był on przeciw germanizacji szkół, głównie przeciw modlitwie i nauce religii w języku niemieckim. Obejmował również protest rodziców przeciw biciu dzieci przez pruskie władze szkolne.

## Przyczyny
„My z Tobą Boże rozmawiać chcemy,
lecz «Vater unser» nie rozumiemy,
i nikt nie zmusi nas Ciebie tak zwać,
boś Ty nie Vater, lecz Ojciec nasz”.
– anonimowy wiersz napisany przez dzieci wrzesińskie 1901.

Do najgłośniejszych i brzemiennych w skutki wydarzeń doszło 20 maja 1901, kiedy niemiecki nauczyciel Schölzchen wymierzył karę cielesną 14 dzieciom za odmowę odpowiadania w języku niemieckim na lekcji religii. W reakcji na to przed szkołą zebrał się wzburzony tłum. Uczestników tych zajść władze niemieckie ukarały więzieniem i grzywnami.

## Uczestnicy
Przywódcą duchowym strajku był ks. Jan Laskowski.
Przedłużeniem obowiązku szkolnego ukarane zostały następujące dzieci:
Klasa I (ostatnia): Roman Biały, Wacław Drzewiecki, Franciszek Gadziński, Bronisław Klimas, Józef Latanowicz, Władysław Podsędek, Józefa Bednarowicz, Jadwiga Bulczyńska, Stefania Chełmikowska, Franciszka Chromińska, Leonarda Dynkowska, Stefania Janiszewska, Anna Jażdżewska, Józefa Nowaczyk, Walentyna Nowakowska, Jadwiga Porosa, Bronisława Śmidowicz, Jadwiga Suszczyńska, Tekla Tomaszewska, Seweryna Wagner, Anastazja Wojciechowska, Józefa Woźniak, Melania Zaremba.
Klasa II a: Stanisław Jankowiak, Stanisław Ziółkowski, Pelagia Gawlak, Pelagia Jankowiak, Czesława Kwiatkowska, Maria Niesuchorska, Balbina Sikorska, Waleria Ziętek, Jadwiga Kuchta.
Klasa II b: Aleksander Szumiłowski, Wawrzyniec Tabaka, Antoni Topolewski, Władysław Tyksiński, Maksymilian Walczak, Wiktoria Kaliszewska, Maria Suszczyńska.
Inni uczestnicy strajku: Kazimiera Głębocka, Stanisław Jerszyński.

## Proces gnieźnieński
W procesie tym państwo pruskie pozwało strajkujące dzieci oraz występujących w ich obronie rodziców do sądu, w wyniku którego zasądzono kary więzienia. Skazano łącznie 25 osób, a 4 uwolniono od zarzutu. Minimalny czas kary wyniósł 2 miesiące aresztu, a maksymalny 2,5 roku więzienia. Najsurowiej ukarano Nepomucenę Piasecką. Po apelacji od zarzutów uwolniono tylko jedną osobę.
Za winnego został uznany nawet fotograf z Wrześni, Szymon Furmanek, którego skazano na 200 marek grzywny z zamianą na 40 dni więzienia. Postawiono mu zarzut „wykonania i rozpowszechniania trzech fotografii osób związanych ze sprawą wrzesińską”. Zdjęcia te były rozchwytywane przez Polaków daleko poza Księstwem Poznańskim, były także reprodukowane przez prasę polską i zagraniczną. Pruski prokurator dopatrzył się w nich „gloryfikacji przestępców” i „zachęcania” do ich naśladowania. Sąd ukarał także Marcelego Piaseckiego za rozpowszechnianie tych fotografii, a Kazimierza Kaczmarka za samo ich przechowywanie.
Cesarz Wilhelm II w mowie malborskiej stwierdził, że: „...znów doszło do tego, że polska buta chce ubliżyć niemczyźnie...”
Obrońcami w procesie byli mecenasi Zygmunt Florian Dziembowski, Adam Woliński, Bernard Chrzanowski.

## Echa strajku wrzesińskiego
Brutalne prześladowania dzieci polskich we Wrześni przez pruski rząd spowodowały jednak odwrotny skutek. Polski opór przeciwko germanizacji jeszcze się wzmocnił, a Polacy we wszystkich zaborach zjednoczyli się. Przeciw brutalnej germanizacji polskich dzieci protestowali Maria Konopnicka oraz Henryk Sienkiewicz. Konopnicka napisała emocjonalny wiersz O Wrześni, a Sienkiewicz w krakowskim czasopiśmie „Czas” opublikował dwa listy: w listopadzie 1901 roku – O gwałtach pruskich oraz List otwarty do J.C.M. Wilhelma II, króla pruskiego w listopadzie 1906. W listach tych piętnował postępowanie władz pruskich wobec polskich dzieci, a także antypolską politykę pruską. Sienkiewicz apelował:

Szkoła, a w niej nauczyciel, w Królestwie Pruskim nie jest przewodnikiem, który dziecko polskie oświeca i prowadzi do Boga, ale jakimś bezlitosnym ogrodnikiem, którego urzędowym obowiązkiem jest zdrową polską latorośl przemocą przerobić, choćby na krzywą i skarlałą płonkę niemiecką. I oto z każdym rokiem więcej w tych szkołach łez, więcej świstu rózeg, więcej męczeństwa. (...) W dzisiejszych czasach wysuwa się, jako największa, tylko jedna wojna: całego państwa, całej potęgi pruskiej z dziećmi

List z 1906 roku wydrukowały wszystkie polskie gazety w zaborach austriackim i rosyjskim oraz wiele czasopism zagranicznych, ponieważ w roku 1905 Sienkiewicz otrzymał nagrodę Nobla za całokształt pracy artystycznej, stając się osobą znaną na świecie. W 1908 irlandzki pisarz Shane Leslie, związany z Ligą Gaelicką walczącą o przetrwanie języka jego wyspy zebrał i przekazał do Polski listę ponad 5000 podpisów dzieci irlandzkich pod wyrazami wsparcia dla dzieci polskich. Lista do dziś znajduje się w Muzeum Czartoryskich w Krakowie.
Szeroko rozszerzyła się także akcja strajkowa. Surowe wyroki więzienia, które miały złamać opór Polaków, spowodowały odwrotny skutek. Za przykładem dzieci wrzesińskich poszli uczniowie w innych szkołach zaboru pruskiego. W 1906 opór dzieci, podtrzymywany przez rodziców, przybrał postać powszechnego strajku. W fazie największego nasilenia strajkowało ok. 75 tys. dzieci w ok. 800 szkołach (na łączną liczbę 1100 szkół).

## Upamiętnienie
We Wrześni, miejscu strajku, wydarzenie upamiętnia:
- Muzeum Regionalne im. Dzieci Wrzesińskich we Wrześni z ekspozycją o strajku[14],
- Pomnik Dzieci Wrzesińskich (1975)[15],
- Ławeczka Bronisławy Śmidowiczównej, przedstawiająca uczestniczkę strajku (2008),
- Pomnik Marii Konopnickiej, wspierającej strajk (1979),
- Pomnik Jana Pawła II z wizerunkiem Dzieci Wrzesińskich na wrotach symbolizujących Bramę Trzeciego Tysiąclecia (przy kościele Wniebowzięcia Najświętszej Maryi Panny i św. Stanisława Biskupa Męczennika, 2009),
- tablica poświęcona Bohaterskim Dzieciom Wrzesińskim (na budynku dawnej Katolickiej Szkoły Ludowej od strony ul. Dzieci Wrzesińskich),
- tablica poświęcona księdzu Janowi Laskowskiemu (na budynku dawnej Katolickiej Szkoły Ludowej od strony ul. ks. Jana Laskowskiego, 1981),
- witraż w kruchcie kościoła Wniebowzięcia Najświętszej Maryi Panny i św. Stanisława Biskupa Męczennika,
- tablica upamiętniająca obchody 100. rocznicy strajku dzieci wrzesińskich (w kruchcie kościoła Wniebowzięcia Najświętszej Maryi Panny i św. Stanisława Biskupa Męczennika, 2001),
- tablica upamiętniająca obchody 100. rocznicy strajku dzieci wrzesińskich (przy głównym wejściu do budynku Samorządowej Szkoły Podstawowa nr 1 im. 68 Wrzesińskiego Pułku Piechoty, 2001),
- tablica upamiętniająca ufundowanie nowego zegara na wieży kościoła farnego dla uczczenia 100. rocznicy strajku dzieci wrzesińskich (w kruchcie kościoła, 2001),
- tablica upamiętniająca złożenie hołdu Dzieciom Wrzesińskim w 100. rocznicę strajku przez ówczesnego Marszałka Sejmu Rzeczypospolitej Polskiej Macieja Płażyńskiego (przy Pomniku Dzieci Wrzesińskich, 2011)
- ulica Dzieci Wrzesińskich (położona między Rynkiem i ul. Kościelną),
- ulica ks. Jana Laskowskiego (położona między ul. Dzieci Wrzesińskich i ul. Jana Pawła II),
- Samorządowa Szkoła Podstawowa nr 2 im. Dzieci Wrzesińskich,
- stary budynek Zespołu Szkół Politechnicznych im. Bohaterów Monte Cassino przy ul. Wojska Polskiego 1, budowany przed II wojną światową na cele oświatowe, w celu upamiętnienia strajku i tablica na jego ścianie frontowej odsłonięta 1 września 2015,
- Rodzinny Ogród Działkowy przy ul. Działkowców[16].

W Poznaniu strajk dzieci wrzesińskich upamiętniają:
- płaskorzeźba na Pomnik Powstańców Wielkopolskich,
- płaskorzeźba w Zamku Cesarskim.

Do historii strajku dzieci wrzesińskich nawiązuje film z 1980 (premiera w 1981) w reżyserii Filipa Bajona pt. Wizja lokalna 1901 (zdjęcia plenerowe wykonano w Gniewie). Fakty historyczne zostały w nim potraktowane z dużą swobodą.